# Kikuko

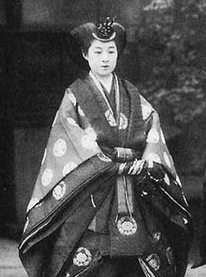
Kikuko

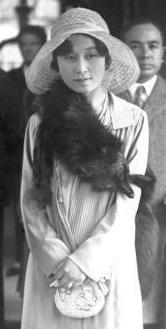
Kikuko

Prinses Takamatsu van Japan (Japans: 宣仁親王妃喜久子, Nobuhito Shinnō-hi Kikuko) (Tokio, 26 december 1911 -17 december 2004), informeel bekend als prinses Kikuko, was een lid van de Japanse keizerlijke familie. De prinses was de weduwe van prins Takamatsu, de derde zoon van keizer Taisho en keizerin Teimei. Ze was dus de schoonzus van keizer Hirohito en oudtante van de huidige keizer Naruhito. Ze was bekend om haar filantropische activiteiten.